# Bắc Ngụy Tuyên Vũ Đế
Bắc Ngụy Tuyên Vũ Đế (chữ Hán: 北魏宣武帝; 483 – 13/1 ÂL (12/2 DL) 515), tên húy lúc sinh là Thác Bạt Khác (拓拔恪), sau đổi thành Nguyên Khác (元恪) là hoàng đế thứ tám của triều đại Bắc Ngụy trong lịch sử Trung Quốc. Dưới thời Tuyên Vũ Đế trị vì, Bắc Ngụy hướng ra bên ngoài và ở vào thời kỳ hùng mạnh nhất, song về chính trị lại có nhiều xung đột nội bộ và tham nhũng, đặc biệt là Cao Triệu (高肇, cữu của Tuyên Vũ Đế). Tuyên Vũ Đế là một người sùng bái Phật giáo, và trong thời gian ông trị vì thì Phật giáo đã trở thành quốc giáo trên thực tế, bản thân Tuyên Vũ Đế thường giảng kinh Phật.

## Bối cảnh

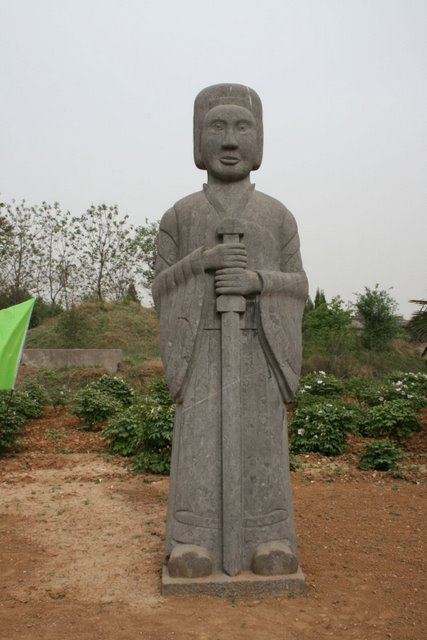
Một tượng đá được chạm khắc với kiếm bảo vệ bên ngoài lăng mộ Lạc Dương của Tuyên Vũ Đế

Thác Bạt Khác sinh năm 483, ông là con trai thứ hai của Hiếu Văn Đế. Mẹ ông là một quý nhân, tên là Cao Chiếu Dung (高照容) (ông sinh ra cùng năm với hoàng huynh Thác Bạt Tuân). Thời thơ ấu của Thác Bạt Khác không được sử sách đề cập nhiều, bao gồm cả việc Cao quý nhân có nuôi dưỡng ông hay không. Năm 496, Bắc Ngụy Hiếu Văn Đế thay họ cho toàn bộ hoàng tộc từ Thác Bạt sang Nguyên, do đó tên của ông trở thành Nguyên Khác.
Vào mùa thu năm 496, Nguyên Tuân (đang là thái tử) không thể chịu nổi thời tiết nóng bức tại tân đô Lạc Dương (Hiếu Văn Đế rời đô đến đây từ Bình Thành (平城, nay thuộc Đại Đồng, Sơn Tây) năm 494), đã âm mưu chạy trốn về Bình Thành cùng những người theo mình. Song âm mưu của Thái tử bị phát hiện, Hiếu Văn Đế đã phế truất Nguyên Tuân, và đến năm 497, Nguyên Khác đã được lập làm thái tử. Cuối năm đó, mẹ ông là Cao quý nhân (lúc đó đang ở Bình Thành) đã đi về phía nam để hội ngộ với hoàng nhi tại Lạc Dương, song bà đã qua đời trên đường đi. Các sử gia nói chung tin rằng bà đã bị chính thất của Hiếu Văn Đế, hoàng hậu Phùng Nhuận sát hại vì Hoàng hậu muốn được nuôi dưỡng Nguyên Khác. Tuy nhiên, sau khi Hiếu Văn Đế phát hiện ra việc Hoàng hậu thông gian với Cao Bồ Tát (高菩薩) vào năm 499, bèn giam hoàng hậu vào lãnh cung. Hiếu Văn Đế lệnh cho Nguyên Khác không được liên hệ gì với bà.
Đến năm 499, Hiếu Văn Đế đã lâm bệnh trong một chiến dịch đánh Nam Tề rồi qua đời. Em trai Hiếu Văn Đế là Bành Thành vương Nguyên Hiệp (元勰) đã ra lệnh cho quân Bắc Ngụy rút lui, Nguyên Hiệp giữ bí mật về cái chết của Hiếu Văn Đế trong khi mời Nguyên Khác đến hội quân. Các hầu cận của Nguyên Khác phần lớn đều nghi ngờ rằng Nguyên Hiệp muốn cướp ngôi, song Nguyên Hiệp khi gặp Nguyên Khác đã thể hiện lòng tôn kính và thuyết phục Nguyên Khác rằng mình là người trung thành. Nguyên Khác, ở tuổi 16, đã lên ngôi và trở thành Tuyên Vũ Đế tại Lỗ Dương (魯陽, nay thuộc Bình Đỉnh Sơn, Hà Nam), trước khi đội quân có thể trở về Lạc Dương.

## Thời kỳ đầu trị vì

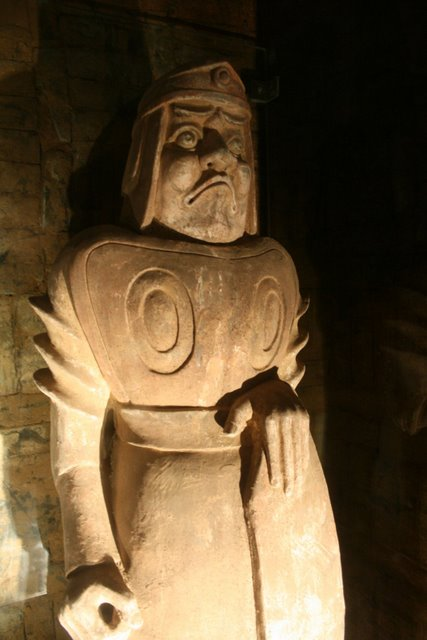
Một tượng đá được trạm khắc bảo vệ bên trong lăng mộ Lạc Dương của Tuyên Vũ Đế

Tuyên Vũ Đế ban đầu muốn lập Nguyên Hiệp làm đại tướng quân do ông là người được ái mộ và coi trọng, song vì Nguyên Hiệp đã từ chối nên Tuyên Vũ Đế phong cho hoàng thúc làm thứ sử Định Châu. Các việc triều chính phần lớn nằm trong tay của sáu đại thần: các em trai Hiếu Văn Đế là Hàm Dương vương Nguyên Hi (元禧) và Bắc Hải vương Nguyên Tường (元詳), đường đệ của Hiếu Văn Đế là Nhâm Thành vương Nguyên Nguyên Trừng (元澄), và thúc thúc đằng xa của Hiếu Văn Đế là Quảng Dương vương Nguyên Gia (元嘉), và hai đại thần Vương Túc (王肅) cùng Tống Biền (宋弁), mặc dù Nguyên Trừng ngay sau đó đã bị đẩy khỏi vị trí của mình do ông đã bắt giữ một cách sai trái đối với Vương Túc vì nghi ngờ người này phản nghịch. Năm 500, Tuyên Vũ Đế triệu Nguyên Hiệp về kinh làm đại tướng quân.
Khi trở về Lạc Dương, Tuyên Vũ Đế đã truy tôn cho Cao quý nhân là hoàng hậu, và phong tước công cho hai cữu phụ là Cao Triệu (高肇) và Cao Hiển (高顯), cũng như cho biểu huynh đệ Cao Mãnh (高猛), mặc dù ông chưa từng gặp họ trước đó. Đặc biệt, Cao Triệu đã ngày càng trở nên mạnh mẽ trong suốt thời gian cai trị của Tuyên Vũ Đế.
Năm 500, Nam Tề xảy ra xáo trộn do sự cai trị bạo tàn của Tiêu Bảo Quyển, Bắc Ngụy đã nhân cơ hội này thôn tính trọng thành Thọ Dương (壽陽, nay thuộc Lục An, An Huy) khi tướng Bùi Thúc Nghiệp (裴叔業) của Nam Tề đầu hàng trước Bắc Ngụy do lo sợ Tiêu Bảo Quyển. Tuy nhiên, Bắc Ngụy đã không thể hành động thêm nữa khi Nam Tề sau đó lại lâm vào nội chiến với cuộc nổi loạn của các tướng Thôi Huệ Cảnh (崔慧景) và Tiêu Diễn.
Năm 501, tướng Vu Liệt (于烈) và Nguyên Tường đã cảnh báo Tuyên Vũ Đế rằng Nguyên Hi ngày càng tham nhũng và Nguyên Hiệp thì ngày càng được nhiều người tôn kính, và đề xuất rằng nên bãi miễn chức vụ của họ. Tuyên Vũ Đế đã nghe theo, và chính thức đích thân nắm quyền xử lý việc triều chính, song do còn nhỏ tuổi, ông đã không thể tự mình cai quản một cách thích đáng, vì thế các hầu cận mà ông tin tưởng và Cao Triệu bắt đầu trở nên có nhiều quyền lực và tham nhũng hơn. Các sử gia xưa thường coi đây là điểm Bắc Ngụy bắt đầu suy sụp. Cuối năm 501, Nguyên Hi không hài lòng về việc bị tước đoạt quyền lực và lo sợ rằng mình sẽ bị giết, vì thế ông ta đã âm mưu tiến hành một cuộc nổi loạn ly khai với các châu ở phía nam Hoàng Hà. Tuy nhiên, âm mưu của Nguyên Hi đã bị phát giác và ông đã bị xử tử. Từ thời điểm này trở đi, Tuyên Vũ Đế ngày càng trở nên đa nghi đối với các thành viên trong hoàng tộc.
Cũng trong năm 501, Tuyên Vũ Đế lập chất nữ của Vu Liệt, Vu quý nhân, làm hoàng hậu.
Vẫn trong năm 501, ở miền Nam Trung Quốc, quân của Tiêu Diễn triệt hạ được quân của Tiêu Bảo Quyển, tướng Nguyên Anh (元英) của Hiếu Vũ Đế nhân cơ hội này đề xuất Bắc Ngụy mở một chiến dịch lớn chống lại Nam Tề đang trong nội chiến. Tuy nhiên, Tuyên Vũ Đế chỉ cho phép tiến hành các cuộc tấn công quy mô nhỏ và thường không có kết quả. Tiêu Diễn ngay sau đó đã đánh bại được Tiêu Bảo Quyển và đến năm 502 thì lật đổ triều Nam Tề để thành lập triều Lương và lên ngôi Vũ Đế. Tướng Trần Bá Chí (陳伯之) của Lương sau đó đã cố gắng dâng Giang Châu (江州, nay thuộc Giang Tây và Phúc Kiến) cho Bắc Ngụy, song quân Lương đã đánh bại cả Trần và quân Bắc Ngụy được phái đến để tăng viện. Tuy nhiên, trong các năm sau đó, hai bên liên tục xảy ra chiến tranh. Bắc Ngụy đã phong tước hiệu Tề vương cho một hoàng tử của Nam Tề là Tiêu Bảo Dần, là người đã chạy thoát khỏi Nam Tề khi Tiêu Diễn bắt đầu sát hại các thành viên hoàng tộc Nam Tề, và thông báo rằng sẽ giúp Tề vương tái lập Nam Tề.
Năm 504, Nguyên Tường (người đã có được vị trí của Nguyên Hi) đã bị Cao Triệu cáo buộc phạm tội tham ô. Nguyên Tường bị giáng làm thường dân, và chết ngay sau đó. Theo đề xuất của Cao Triệu và bất chấp phản đối của Nguyên Hiệp, Tuyên Vũ Đế đã đặt các thân vương dưới sự canh gác nghiêm ngặt, trên thực tế là quản thúc tại gia đối với họ.
Trong khi đó, các cuộc chiến tranh với Lương vẫn tiếp tục, và trong khi cả hai bên đều được và mất, Bắc Ngụy đã có được thành quả đáng kể vào năm 505 khi tướng Hạ Hầu Đạo Thiên (夏侯道遷) của Lương dâng thành Nam Trịnh (南鄭, nay thuộc Hán Trung, Thiểm Tây) cùng các vùng xung quanh cho Bắc Ngụy. Đến mùa xuân năm 506, Bắc Ngụy tiếp tục sáp nhập nhà nước bán độc lập Cừu Trì. Mùa đông năm 505, Lương mở một chiến dịch phản công lớn tại vùng biên giới phía đông, do em trai Lương Vũ Đế là Lâm Xuyên vương Tiêu Hoành (蕭宏) chỉ huy. Tuy nhiên, Tiêu Hoành là một tướng bất tài, ông ta ở trong trạng thái bị dạ kinh vào mùa hè năm 506, khi đang ở Lạc Khẩu (洛口, nay thuộc Bạng Phụ, An Huy), quân Lương đã tự sụp đổ trong khi không giao chiến với quân Bắc Ngụy. Nguyên Anh và Tiêu Bảo Dần sau đó đã tấn công thành trì Chung Li (鍾離, nay thuộc Trừ Châu, An Huy) của Lương, song đã bị tướng Vi Duệ (韋叡) đè bẹp vào mùa xuân năm 507. Hai nước sau thời điểm này phần lớn đã chấm dứt các hành động quân sự chống lại nhau.
Vào mùa đông năm 507, Vu Hoàng hậu đột ngột qua đời, và đến đầu năm 508, con trai của bà là Nguyên Xương (元昌) cũng đột tử, Nguyên Xương cũng là con trai duy nhất của Tuyên Vũ Đế và thời điểm đó. Do Cao Triệu lúc đó đang rất hùng mạnh, và chất nữ của ông ta là Cao quý tần được Tuyên Vũ Đế sủng ái, nên đã có nghi ngờ rằng Cao Triệu và Cao quý tần đã ám hại Hoàng hậu và Hoàng tử, nhưng không có bằng chứng để kết luận. Năm 508, Tuyên Vũ Đế lập Cao quý tần làm tân Hoàng hậu, bất chấp phản đối của Nguyên Hiệp, và từ thời điểm đó trở đi thì Cao Triệu đã trở nên bực bội với Nguyên Hiệp.

## Thời kỳ trị vì cuối

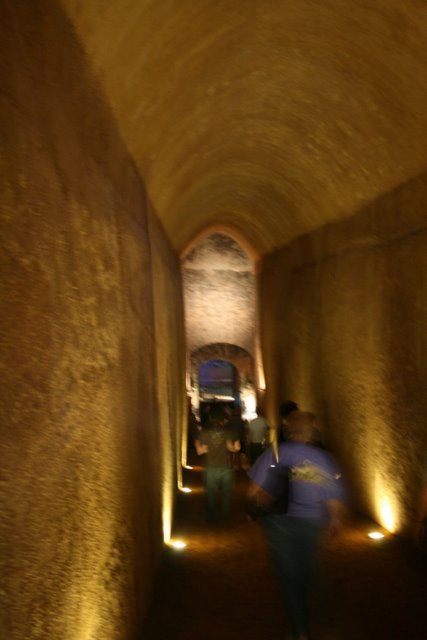
Bên trong lăng

Mùa thu năm 508, em trai Tuyên Vũ Đế là Kinh Triệu vương Nguyên Du (元愉) tức giận vì bị Tuyên Vũ Đế giáng chức và vì Lý phu nhân của ông đã bị Vu Hoàng hậu đánh đập một thời gian ngắn trước khi Vu Hoàng hậu chết (do chính thất của Nguyên Du là tỉ muội với Hoàng hậu song không được ông sủng ái), đã tuyên bố nổi loạn tại vị trí cai quản của mình ở Tín Đô (信都, nay thuộc Hành Thủy, Hà Bắc) và tự xưng đế. Cao Triệu đã nhân cơ hội này để vu cáo Nguyên Hiệp bày mưu tính kế với cả Nguyên Du (do Nguyên Du đã buộc cữu của Nguyên Hiệp là Phan Tăng Cố (潘僧固) cùng tham gia nổi loạn) và nhà Lương. Tuyên Vũ Đế tin lời cao và buộc Nguyên Hiệp phải tự sát. Người dân và các quan lại rất thương tiếc về cái chết của Nguyên Hiệp, và ngày càng trở nên bực bội với Cao Triệu. Ngay sau đó, cuộc nổi loạn của Nguyên Du bị dập tắt. Mặc dù Tuyên Vũ Đế dự tính rằng sẽ không xử Nguyên Du tội chết, song Cao Triệu đã ra lệnh xử tử Nguyên Du.

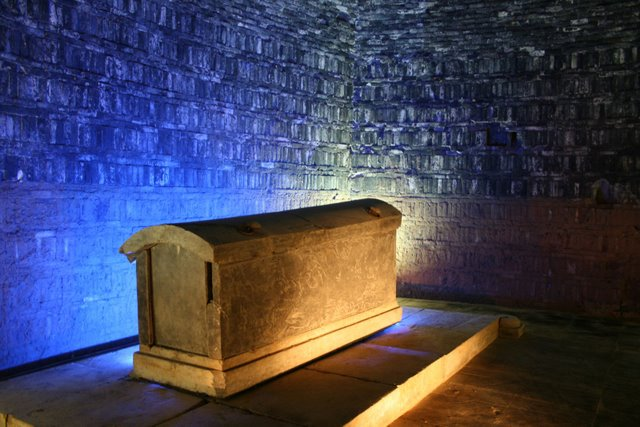
Áo quan và nơi an nghỉ của Tuyên Vũ Đế trong lăng mộ của ông tại Lạc Dương

Năm 510, một phi tần của Tuyên Vũ Đế là Hồ Thừa Hoa đã hạ sinh một người con trai, tức Nguyên Hủ. Do nhiều hoàng tử của Tuyên Vũ Đế đã chết khi còn nhỏ, ông đã cẩn thận lựa chọn một số bà mẹ có kinh nghiệm để làm nhũ mẫu cho Nguyên Hủ, và không cho phép Hồ thị nhìn thấy ông. Đến mùa đông năm 512, Tuyên Vũ Đế lập Nguyên Hủ làm thái tử, song ông đã bãi bỏ phong tục mẹ đẻ của Thái tử buộc phải tự sát của hoàng tộc Bắc Ngụy, vì thế Hồ thị không phải tự vẫn.
Trong những năm cai trị cuối cùng của Tuyên Vũ Đế, Bắc Ngụy và Lương tiếp tục có các trận chiến tương đối nhỏ ở biên giới, mỗi bên đều được và mất. Tuy nhiên, năm 514, Tuyên Vũ Đế đã ủy thác cho Cao Triệu mở một cuộc tấn công lớn nhắm vào Ích Châu (益州, nay là Tứ Xuyên và Trùng Khánh) của Lương. Tuy nhiên, ngay sau đó, vào mùa xuân năm 515, Tuyên Vũ Đế đã đột tử, và Nguyên Hủ đã lên ngôi kế vị (tức Hiếu Minh Đế). Nguyên Trừng, em trai Tuyên Vũ Đế là Cao Dương vương Nguyên Ung (元雍) và con trai của Vu Liệt là Vu Trung (于忠) đã đoạt lấy quyền lực, Sau khi triệu hồi Cao Triệu, họ đã xử Cao Triệu tội chết. Mẹ đẻ của Hiếu Minh Đế trở thành thái hậu và là người nhiếp chính.

## Chôn cất
Tuyên Vũ Đế được chôn cất ở phía bắc Lạc Dương. Lăng mộ của ông này mở cửa một phần cho công chúng và là một phần của Bảo tàng Lăng mộ cổ Lạc Dương (洛阳古墓博物馆).

## Thông tin cá nhân
- Phụ thân: Hiếu Văn Đế
- Mẫu thân: Cao Chiếu Dung (高照容), truy tôn Văn Chiêu Hoàng hậu
- Hậu phi:
  - Tuyên Vũ Thuận hoàng hậu, Vu thị
  - Cao Hoàng hậu
  - Quý tần Tư Mã Hiển Tư (司馬顯姿)
  - Tuyên Vũ Linh hoàng hậu Hồ Thừa Hoa, là phi tần về sau trở thành Thái hậu nhiếp chính.
  - Vương Phổ Tần (王普賢)
  - Tần Lý thị
- Hậu duệ:
  - Nguyên Xương (元昌, 506-508), mẹ là Tuyên Vũ Thuận hoàng hậu.
  - Thái tử Nguyên Hủ (元詡), mẹ là Tuyên Vũ Linh hoàng hậu.
  - Thái Nguyên công chúa (太原公主), mẹ không rõ.
  - Kiến Đức công chúa (建德公主), mẹ là Cao hoàng hậu.
  - Dương Bình công chúa (阳平公主), mẹ không rõ.